# یان اولاف هیلده
یان اولاف هیلده (انگلیسی: Jon Olav Hjelde؛ زادهٔ ۳۰ ژوئیهٔ ۱۹۷۲) بازیکن فوتبال اهل نروژ است.
از باشگاه‌هایی که در آن بازی کرده‌است می‌توان به باشگاه فوتبال ناتینگهام فارست، باشگاه فوتبال منزفیلد تاون، باشگاه فوتبال بوسان ای‌پارک، و باشگاه فوتبال روزنبورگ اشاره کرد.

## زندگی شخصی
هیلده پدر لئو هیلده، بازیکن کنونی باشگاه فوتبال لیدز یونایتد است. وی زمانی که لئو در انگلیس به دنیا آمد، برای باشگاه فوتبال بوسان ای‌پارک در کی لیگ کره جنوبی بازی می‌کرد. یان اولاف برای مدت کوتاهی به انگلستان بازگشت تا شاهد تولد لئو باشد، پس از آن خانواده برای چند ماه به کره جنوبی نقل مکان کردند تا با یان اولاف در بوسان زندگی کنند. آنها در اواسط سال ۲۰۰۴ به انگلستان بازگشتند و متعاقباً پس از پایان دوره دو ساله یان اولاف در باشگاه فوتبال منزفیلد تاون در سال ۲۰۰۷ به نروژ نقل مکان کردند.